# Tomoplagia quadrivittata
Tomoplagia quadrivittata är en tvåvingeart som beskrevs av Lima 1934. Tomoplagia quadrivittata ingår i släktet Tomoplagia och familjen borrflugor. Inga underarter finns listade i Catalogue of Life.